# История ботаники
Исто́рия бота́ники — раздел истории науки, изучающий и рассматривающий развитие знаний человечества в области ботаники — науки о растениях.

## Периодизация и география

### Легендарный период
Как и история в целом, история ботаники рассматривает длительный период, начавшийся с перехода человека от инстинктивного выбора части растений для употребления в пищу до появления надёжной системы фиксации и передачи знаний на основании различных источников, носящих во многом легендарный характер.
Основными источниками служат:
- сведения о древнейших памятниках письменности Двуречья (Шумер, Вавилон, Ассирия) и долины Нила (Древний Египет)
- легендарные китайские книги о травах (например, «Бэнь цао», относимая к концу 3-го тысячелетия до н. э.)

### Античность
Первыми источниками, описывающими растения не только с точки зрения пищевой или лекарственной полезности, считаются:
- произведения греческого учёного Аристотеля (наряду с гадательными и ошибочными мнениями, высказанными в записках Аристотеля, в них встречаются очень верные взгляды относительно сходства зародыша животного с зародышем растительным, о различии полов у некоторых растений, об их долговечности и т. д.[1])
- произведения его ученика Теофраста История растений (греч. Περὶ φυτῶν ἱστορίας, лат. Historia plantarum) и «Причины растений»[исп.] (греч. Περὶ φυτῶν αἰτιῶν, лат. De causis plantarum)
  - в которых приведены описания около 500 видов растений
  - даются основы классификации, разделение растений на деревья, кустарники, полукустарники и травы, разделение трав на многолетники, дву- и однолетники
  - основы физиологии растений, описание строения цветка (положение завязи в цветке, различия между сростнолепестными и свободнолепестными венчиками)

Несмотря на то, что Теофраст в трудах своих не придерживается никаких особенных методов, он внёс в изучение растений идеи, совершенно свободные от предрассудков того времени и предполагал, как истый натуралист, что природа действует сообразно своим собственным предначертаниям, а не с целью быть полезной человеку.
- «Естественная история» (лат. Plinius Naturalis Historia, около 50-70 н. э.) римского натуралиста Плиния Старшего, в которой приведены все известные его современникам сведения о природе, упомянуто около 1 000 видов растений.

### Древняя Индия
- «Аюрведа» — индийская «наука о жизни», относимая к 1-му тысячелетию до н. э, включающая описание многих лекарственных растений.
- Комментарии и дополнения к «Аюрведе» в сочинениях индийских врачей Чарака (X—VIII вв. до н. э.), Сушрута и Вадбака (VIII—VII вв. до н. э.).

### Арабы
- труды персидского учёного Абу Али Ибн Сины (Авиценны):
  - «Канон врачебной науки» (около 1010) с описанием многих растений, неизвестных в Европе.

### Ацтеки
О лекарственных растениях Месоамерики вкратце упоминали почти все хронисты XVI века (Эрнан Кортес, Берналь Диас дель Кастильо, Диего Дюран, Тесосомок, Иштлильшочитль, Торквемада, Мотолиниа, Мендьета, Акоста, Мартин де ла Крус, Саагун). Бернардино де Саагун подошёл к этому вопросу с особым энтузиазмом, описав растения, приведя их местные названия, а в некоторых случаях и место произрастания. В «Общей истории о делах Новой Испании» Саагун дал описания 123 лекарственным травам. В целом, во «Флорентийском кодексе» упоминается 724 растения. Большинство упомянутых имеют лекарственное предназначение (266 растений) и съедобны (229), используются в ритуальной практике (81), имеют декоративное применение (48). Но иногда некоторым растениям даны только общие названия для различных видов, например, для юкки и амарантов. Впервые были описаны на основе индейских информаторов такие растения, как кукуруза, чиа, авокадо, амарант, фасоль, тыква, агава, гуайява, черимойя, перец красный острый, табак, батат, какао, маниок, капулин, лукума, опунция, хикама, чёрная сапота, томат, ваниль, юкка и многие другие.
Данные Саагуна отличаются от собранных ранее крещёным ацтеком Мартином де ла Крусом (1552), который написал на науатль иллюстрированную рукопись, переведённую на латынь Хуаном Бадиано под названием «Libellus de Medicinalibus Indorum Herbis» на 63 листах. Только 15 растений у последнего совпадают с теми, что у Саагуна, и 29 растений совпадают с теми, что у индейских информаторов. Всего в кодексе (книги X и XI) в специальных разделах о травах описано 251 лечебное растение и приведено 185 цветных рисунков. Сегодня многие из них изучены и введены в мировую медицинскую практику. В 1570—1577 годах в Мексике работал над созданием обширного труда на латыни по ботанике и зоологии Франсиско Эрнандес де Толедо, но его работа была опубликована лишь в 1615 году на испанском языке под названием «Естественная история Новой Испании». Эрнандес собрал сведения о 3076 растениях и более 500 животных и почти ко всем из них привёл характеристики. Основное отличие работ Саагуна и Эрнандеса не только в количестве собранных растений, но и в том, что Саагун опирался больше на сведения индейских информаторов, в то время как Эрнандес старался своими силами собирать растения и давать им собственные описания, следуя европейской традиции. В дальнейшем рукопись Саагуна была забыта, но книга Эрнандеса неоднократно использовалась другими учёными.

### Средние века и Новое время
- труды немецкого философа и естествоиспытателя Альберта фон Больштедта (Альберт Великий)
  - установил различие между однодольными и двудольными растениями на основании разницы в строении стебля

#### Зарождение научных подходов
Легендарный период практически не оставил сведений о введении растений в культуру, получении новых сортов. Информация об этом начинает сохраняться с эпохи великих открытий человечества, заложивших основы всех современных наук.
- значительное повышение интереса к миру растений как к источнику лекарств, пряностей, ядов и пищевых продуктов:
  - появление рукописных, а затем печатных «травников», количество описанных растений возрастает со временем
  - создание первых «сухих садов» — гербариев
  - создание ботанических садов живых растений, выращиваемых в специальных условиях, в Салерно (отнесено к 1309) и Венеции (отнесено к 1333).

Быстрый рост количества знаний о растениях, общее изменение в системе мировоззрений и методологии познания окружающего мира привели к зарождению научных подходов в ботанике:
- немецкий ботаник Отто Брунфельс в книге «Живые изображения трав» (лат. Herbarium um vivae icones, 1530—1536) разделил растения на:
  - «совершенные» (имеющие цветки)
  - «несовершенные» (лишённые их)
- итальянский врач и ботаник Андреа Чезальпино (в латинском произношении Цезальпин) опубликовал книгу «О растениях» (лат. De plantis, 1583), в предисловии к которой сделал попытку классифицировать растения, привлекая в дополнение к обычному в то время делению растений на деревья, кустарники и травы также признаки цветков, плодов и семян
- швейцарский ботаник Иоганн Баугин (Жан Боэн) в «Всеобщей истории растений», опубликованной (1650) после его смерти, описал около 5000 растений.
- его брат Каспар Баугин:
  - создал критическое описание более 6000 растений
  - использовал полиномиальные (многословные) наименования растений, представляющие краткое описание их важнейших свойств
  - применил параллельно биномиальные (двухсловные) наименования, что привело к появлению бинарной номенклатуры, сохранившейся до настоящего времени
- Джон Рэй в «Истории растений» (1686) ввёл понятие вида растений на основе происхождения каждого отдельного растения из одинаковых семян.

Быстрыми темпами развивались также практические методы исследования растений:
- использование изобретённого микроскопа привело к открытию английским учёным Робертом Гуком (1665) клеточного строения растений (ему же принадлежит и сам английский термин cell — клетка)
- итальянец Марчелло Мальпиги и англичанин Неемия Грю заложили основы анатомии растений
- голландец Жан Батист ван Гельмонт поставил первый опыт по физиологии растений, вырастив ветку ивы в бочке и установив, что почти 40-кратное увеличение её в весе за 5 лет не сопровождалось сколь-нибудь значительным уменьшением веса земли
- немецкий ботаник Рудольф Камерариус обнаружил половой процесс у растений.

## Специализация

### Анатомия растений
Анатомия растений — наука о внутреннем строении растительных тканей, их происхождении, закономерностях развития и размещения в отдельных органах. Анатомия растений тесно связана с исследованиями микроскопического (клеточного) строения, а также с физиологией растений.
Изначально анатомия растений совпадала с морфологией растений — описанием физических форм и внешней структуры растений, однако с середины XX века исследования в анатомии растений рассматриваются как отдельная область, связанная с изучением прежде всего внутренней, микроскопической структуры.

### Микология
Микология (от др.-греч. μύκης — гриб) — раздел биологии, наука о грибах. Поскольку грибы длительное время относили к царству растений, микология была не самостоятельным разделом биологии, а считалась одним из разделов ботаники. В настоящее время в ней также сохраняются научные традиции, характерные для ботаники.
Микология изучает эукариотные, гетеротрофные организмы, отличающиеся слабо дифференцированными тканями, клеточными стенками (на определённой стадии жизненного цикла), спорами как покоящимися и служащими для распространения структурами. Организмы с такими признаками — грибы, то есть так называемые настоящие грибы и грибоподобные организмы, объединяют современной классификацией в царство Fungi seu Mycota.
В рамках микологии изучают систематику грибов, распространение грибов в природе, экологию, морфологию и ультраструктуру, физиологию, генетические и биохимические свойства, а также прикладные аспекты.

### Фитопатология
Фитопатология (от фито — растение и патология) — наука о болезнях растений, средствах и методах их профилактики и ликвидации.
Фитопатология подразделяется на общую и частную. Общая фитопатология изучает возбудителей болезней, причины и условия их возникновения, закономерности развития и распространения, особенно эпифитотий, анатомо-физиологические нарушения в заболевших организмах, вопросы иммунитета и карантина растений, разрабатывает прогнозы появления болезней, средства и методы защиты растений, включает учение об уродствах. К частной (специальной) фитопатологии относится сельскохозяйственная фитопатология, исследующая болезни сельскохозяйственных растений, лесная фитопатология, представляющая собой раздел о болезнях деревьев и кустарников, а также о разрушениях мёртвой древесины, и фитопатология декоративных растений.

### Геоботаника
Геоботаника (от гео и ботаника) — наука о растительном покрове Земли как совокупности растительных сообществ (фитоценозов).
Наиболее общее понятие геоботаники и предмет её изучения — растительный покров — вся совокупность растений образующих растительные сообщества разных типов растительности в пределах определённого участка земной поверхности. Растительный покров делят на отдельные пространственные единицы — фитоценозы.
Основной таксономической единицей в геоботанике является растительная ассоциация. По Виктору Филипповичу Лейсле, «ассоциация — это наиболее мелкая, хорошо улавливаемая физиономическая единица растительного покрова… совокупность участков растительности, имеющих одинаковую физиономичность, структуру, видовой состав и расположенных в сходных условиях местообитания».

### Эмбриология растений
Эмбриология растений — один из важнейших разделов ботаники, наука о путях зарождения и формировании растительного организма. В более широком смысле эмбриология растений изучает не только собственно зародышевое развитие, но и период формирования генеративной сферы, образование в ней половых клеток и оплодотворение.

### Экология растений
Экология растений — раздел экологии, изучающий взаимозависимости и взаимодействия между растительными организмами, а также между растениями и средой их обитания.

### Лесоводство
Лесоводство — отрасль растениеводства, занимающаяся изучением, выращиванием и использованием лесных ресурсов, а также научная дисциплина, изучающая методы выращивания, улучшения и повышения продуктивности лесов.
Существует таёжное лесоводство, лесоводство степных и лесостепных районов, горное лесоводство, субтропическое и тропическое лесоводство. Для решения проблем лесоводства применяются методы современной биологии, физики, математики и кибернетики. В практике лесоводства используются химия (гербициды, арборициды), механизация, а также достижения селекции и генетики.

### Палеоботаника
Палеоботаника (от палео и ботаника), палеофитология, или ботаническая палеонтология — отрасль ботаники, наука об ископаемых растениях.
Палеоботаника является приложением ботаники к геологии. Она включает в себя исследование растений геологического прошлого, классификацию этих растений, установление их родства между собой и с современными растениями, выявление их распределения по поверхности Земли в разные геологические периоды.

## Внутри- и междисциплинарная интеграция в ботанике

### Ценофизиология
Ценофизиология — комплексная наука о физиологии растительного сообщества, появление которой предсказывали в 1920-х годах русский учёный Василий Васильевич Алёхин (1882—1946) и шведский учёный Э. Дю Рье.

### Биотехнология
Биотехнология — дисциплина, изучающая возможности использования живых организмов, их систем или продуктов их жизнедеятельности для решения технологических задач, а также возможности создания живых организмов с необходимыми свойствами методом генной инженерии.
Также под биотехнологией понимается производственное использование биологических агентов (микроорганизмы, растительные клетки, животные клетки, части клеток: клеточные мембраны, рибосомы, митохондрии, хлоропласты) для получения ценных продуктов и осуществления целевых превращений.

### Генная инженерия
Генетическая инженерия, или генная инженерия, — совокупность приёмов, методов и технологий получения рекомбинантных РНК и ДНК, выделения генов из организма (клеток), осуществления манипуляций с генами и введения их в другие организмы.
Генетическая инженерия не является наукой в широком смысле, но является инструментом биотехнологии, используя методы таких биологических наук, как молекулярная и клеточная биология, цитология, генетика, микробиология, вирусология.

### Молекулярная биотехнология
Молекулярная биотехнология — специальность, объектами которой являются разнообразные биологические системы: клеточные линии насекомых, растений и млекопитающих, микроорганизмы, вирусы насекомых, растений и млекопитающих, многоклеточные организмы.
Современные методы молекулярной биотехнологии позволяют проводить исследование механизмов биохимических процессов на уровне структуры ДНК, экспрессии генов, а также изучение биохимических и биофизических механизмов воздействия на организм экстремальных факторов среды.